# Lasiocala opacicollis
Lasiocala opacicollis är en skalbaggsart som beskrevs av Ohaus 1908. Lasiocala opacicollis ingår i släktet Lasiocala och familjen Rutelidae. Inga underarter finns listade i Catalogue of Life.